# Cneorane abdominalis
Cneorane abdominalis es un coleóptero de la familia Chrysomelidae.
Fue descrita científicamente por primera vez en 1890 por Jacoby.